# 余呉町鷲見
余呉町鷲見（よごちょうわしみ）は滋賀県長浜市の大字。旧伊香郡余呉町鷲見。2023年10月1日現在の人口は0人。

## 地理
長浜市北部、余呉町の北部に位置し、高時川の西岸に位置する。滋賀県道285号中河内木之本線が集落跡の西に走っている。2021年時点での人口は0人、昭和35年の人口は101人。集落は1995年に丹生ダムの建設計画により廃村になった。かつては、高時川の支流鷲見川に多くの民家が見られた。
降雪量が非常に多かった地区で五六豪雪時には6m以上の積雪を記録した。

### 河川
- 高時川

## 歴史
前身は滋賀県伊香郡丹生村鷲見。

### 史跡
- 鷲見集落跡地

## 交通

### 道路
滋賀県道285号中河内木之本線

### 鉄道
当地には鉄道が通っていないが、JR西日本北陸本線余呉駅が最寄り駅になる。

## その他

### 日本郵便
- 郵便番号 : 529-0506[3]（集配局：余呉郵便局[5]）。